# 러시아 행정 구역 코드
러시아 행정 구역 코드(러시아어: Общеросси́йский классифика́тор объе́ктов администрати́вно-территориа́льного деле́ния) 또는 OKATO 다른말로 행정 및 영토 분포 단위에 대한 전러시아의 분류 이라고도 함는 여러 러시아 국가 등록부 중 하나이다. OKATO의 목적은 러시아의 연방주체의 행정 구역 구조에 대한 정보를 구성하는 것이다.
이 문서는 국가의 각 행정 구역에 숫자 코드를 할당하며, 이는 연방주체 수준에서 촌위원회 수준까지 계층적으로 구조화되어 있다. 확장된 버전에는 각 행정 구역 내의 개별 거주 지역 목록도 포함되어 있다.
OKATO는 통계 및 세무 목적으로 사용된다. 1995년 7월 31일에 채택되어 SOATO(SSR 연방 및 연방 공화국의 행정 구역 및 거주 지역 지정 시스템)를 대체했다. 1997년 1월 1일에 발효되었으며 2014년까지 243회의 개정이 이루어졌다. OKATO 데이터의 편집 및 유지 관리 책임은 러시아의 연방통계청(Rosstat)에 있다.

## 같이 보기
- 중화인민공화국 행정 구역 코드(zh:中华人民共和国行政区划代码), PRC에서 사용되는 다소 유사한 시스템 (현 수준까지만).[3]
- 러시아 지리 분류 번호 패턴, 러시아의 자치 단체 구조에 대한 정보 및 러시아 국가 등록부